# Loes Geurts
Loes Geurts (Wonseradeel, Frisia, Países Bajos; 12 de enero de 1986) es una futbolista neerlandesa. Juega como guardameta en el BK Häcken de la Damallsvenskan de Suiza. Es internacional con la selección de los Países Bajos desde 2005, acumulando más de 120 partidos en ella.

## Estadísticas

### Clubes
| Club                    | País         | Año         |
| ----------------------- | ------------ | ----------- |
| FFC Heike Rheine        | Alemania     | 2006 - 2007 |
| AZ Alkmaar              | Países Bajos | 2007 - 2011 |
| SC Telstar VVNH         | Países Bajos | 2011 - 2012 |
| Vittsjö GIK             | Suecia       | 2012 - 2013 |
| Kopparbergs/Göteborg FC | Suecia       | 2014 - 2016 |
| Paris Saint-Germain     | Francia      | 2016 - 2017 |
| BK Häcken               | Suecia       | 2018 - 2024 |

## Palmarés

### Títulos nacionales
| Título                   | Club       | País         | Año     |
| ------------------------ | ---------- | ------------ | ------- |
| Eredivisie               | AZ Alkmaar | Países Bajos | 2007-08 |
| Eredivisie               | AZ Alkmaar | Países Bajos | 2008-09 |
| Eredivisie               | AZ Alkmaar | Países Bajos | 2009-10 |
| Copa de los Países Bajos | AZ Alkmaar | Países Bajos | 2010-11 |
| Copa de Suecia           | BK Häcken  | Suecia       | 2018-19 |
| Damallsvenskan           | BK Häcken  | Suecia       | 2020    |

### Títulos internacionales
| Título            | Club         | País         | Año  |
| ----------------- | ------------ | ------------ | ---- |
| Eurocopa Femenina | Países Bajos | Países Bajos | 2017 |

(*) Incluyendo la Selección